# Siegfried Cramer
Siegfried Cramer (* 13. März 1935 in Hohenmölsen; † 15. Februar 2025) war ein deutscher Ingenieur und Professor für Informationsverarbeitung / Prozesssteuerung an der Technischen Universität Dresden.

## Leben und Wirken
Siegfried Cramer studierte von 1953 bis 1959 an der Hochschule für Elektrotechnik (HfE) in Ilmenau in der Fachrichtung Regelungstechnik an der Fakultät Schwachstromtechnik. Von 1958 bis 1960 war er als Teilassistent und wissenschaftlicher Assistent am Aufbau des Instituts für Regelungstechnik an der HfE tätig.
1960 nahm er ein Zusatzstudium an der Moskauer Hochschule für Energietechnik (MEI) auf, dem sich eine Aspirantur an der Fakultät Automatik und Rechentechnik bei Jakow Zypkin anschloss. Dort promovierte er 1965 zum Dr.-Ing. mit dem Thema Extremwertregelung eines Rektifikationsprozesses.
Anschließend arbeitete er als wissenschaftlicher Mitarbeiter am Institut für Regelungstechnik (Leiter Karl Reinisch) der TH Ilmenau in Lehre und Forschung in Kooperation mit der Industrie zu adaptiven Steuerungssystemen.
1968 erfolgte der Wechsel zum Institut für Datenverarbeitung (idv) Dresden, ab 1969 Bestandteil des Großforschungszentrums (GFZ) des VEB Kombinat Robotron (Leiter Gerhard Merkel), wo er als Projekt-, Gruppen- und Abteilungsleiter zum Einsatz von Prozessrechnern in der Papierindustrie und im Maschinenbau tätig war. 
1971 wurde er an die neugegründete Ingenieurhochschule Dresden (IHD) als Professor mit Lehrstuhl für Informationsverarbeitung / Prozesssteuerung berufen, wo er zugleich die Funktion des Prorektors für Naturwissenschaft und Technik bis 1981 wahrnahm. Mit der Eingliederung der IHD in das Informatikzentrum der Technischen Universität Dresden (TUD) 1987 wurde er zum Ordinarius mit Lehrstuhl für Informationsverarbeitung / Prozesssteuerung an die TUD berufen. Während seiner Hochschultätigkeit führte er bis 1992 Lehr- und Forschungsarbeiten in Kooperation mit der Industrie und Hochschulpartnern in Leningrad und Budapest zu Problemen der rechnergestützten Anlagensteuerung, der Prozessanalyse, des computergestützten Entwurfs verteilter Steuerungssysteme und der Qualitätssteuerung durch. Zugleich war er in verschiedenen wissenschaftlichen Gremien der Industrie und des Ministeriums für Hoch- und Fachschulwesen der DDR (MHF) tätig, wie z. B. im Beirat Informationsverarbeitung des MHF.
Nach 1990 qualifizierte er sich zum Qualitätsfachingenieur DGQ sowie zum Fachauditor TÜV. 1992 verließ er auf eigenen Wunsch die TUD. Von 1993 bis 1994 war er als Bereichsleiter in der Firma TEDATA Ost GmbH für rechnergestützte Qualitätsmanagementsysteme zuständig. Ab 1995 war er freiberuflich tätig und beriet – zum Aufbau von Qualitätsmanagementsystemen nach ISO 9000 – Unternehmen in Deutschland sowie, unter Einbeziehung russischer Fachkollegen, Firmen in Russland, in der Ukraine und in Belarus. Außerdem war er von 1997 bis 1999 wesentlich am Aufbau der unabhängigen russischen Zertifizierungsstelle ACERT-Bureau in St. Petersburg beteiligt, die im Jahr 2000 bei der TGA in Deutschland akkreditiert wurde.
2004 trat er in den Ruhestand.

## Schriften (Auswahl)
- Diskontinuierliche technologische Prozesse. Akademie-Verlag, Berlin 1986, ISBN 978-3-05-500023-2 (mit Gerhard Voigt).
- Automatisierte Systeme der Informationsverarbeitung in der Prozess- und Fertigungssteuerung. Zentralstelle für das Hochschulfernstudium, Dresden (mit Wolfgang Uhlig).